# Xã hội truyền thống
Trong xã hội học, xã hội truyền thống đề cập đến một xã hội được đặc trưng bởi một định hướng về quá khứ, không phải là tương lai, với vai trò chủ yếu cho tập quán và thói quen. Các xã hội như vậy được đánh dấu bởi sự thiếu phân biệt giữa gia đình và doanh nghiệp, với sự phân công lao động chịu ảnh hưởng chủ yếu bởi tuổi tác, giới tính và địa vị.

## Truyền thống và hiện đại
Xã hội truyền thống thường trái ngược với xã hội công nghiệp hiện đại, với các nhân vật như Durkheim và Pierre Bourdieu nhấn mạnh các thái cực như cộng đồng so với xã hội hoặc đoàn kết cơ học với hữu cơ; trong khi Claude Lévi-Strauss coi xã hội truyền thống là xã hội 'lạnh lùng' ở chỗ họ từ chối cho phép quá trình lịch sử xác định ý thức xã hội của họ về tính hợp pháp.
Trong lý thuyết hiện đại hóa, xã hội truyền thống cũng là giai đoạn phát triển kinh tế đầu tiên được thiết lập trong Mô hình tăng trưởng kinh tế của W. W. Rostow. Được phân loại là "tiền-newton", trong xã hội này khoa học và công nghệ không được thực hành. Cuộc sống tập trung vào nông nghiệp, và các mối quan hệ gia đình hoặc gia tộc là cơ sở cho các cấu trúc xã hội.
Tuy nhiên, các lý thuyết đặt ra sự phát triển đơn giản, phi tuyến tính của các xã hội từ công nghiệp truyền thống sang công nghiệp hiện đại ngày nay được xem là quá đơn giản, dựa vào một kiểu hình lý tưởng xoay quanh các thái cực như sự tồn tại / tăng trưởng; mặt đối mặt / không cá nhân; kiểm soát xã hội không chính thức hoặc kiểm soát xã hội chính thức; sở hữu tập thể / sở hữu tư nhân.  Thay vào đó, công việc gần đây đã nhấn mạnh sự đa dạng của các nền văn hóa truyền thống và sự tồn tại của các hình thức trung gian cũng như các hiện đại 'thay thế'.